# Werner Rautenberg (Tennisspieler)
Werner Rautenberg (* 31. Oktober 1935 in Erfurt; † 12. April 2023) war ein Tennisspieler der Deutschen Demokratischen Republik.

## Karriere
Werner Rautenberg gehörte neben Horst Stahlberg, Konrad Zanger und Peter Fährmann zu den besten Tennisspielern der DDR in den 1950er und 1960er Jahren.
Im Alter von elf Jahren machte der gebürtige Erfurter zusammen mit seinem älteren Bruder Hans seine ersten Schlagversuche an der Tenniswand des heutigen Clubs Rot-Weiß Erfurt. 
Rautenberg erlernte in dem Geschäft seines Großvaters den Beruf des Dekorateurs. Nachdem seine Tante, die das Unternehmen leitete, nach Hamburg umgezogen war, beendete Rautenberg seine Ausbildung in einem anderen Betrieb und wurde kurz darauf mit 19 Jahren zum Sportclub Einheit nach Berlin delegiert. 
Der schnelle Parkettboden, auf dem im Winter in der DDR gespielt wurde, kam dem Serve-und-Volley-Spezialisten immer entgegen. 1958 schaffte der Aufschlagspezialist schließlich den Durchbruch und beendete das Jahr auf dem zweiten Platz der DDR-Rangliste. Zusammen mit seinem Doppelpartner Peter Fährmann und Inge Wild besuchte er im selben Jahr in Frankreich ein Turnier der Fédération Sportive et Gymnique du Travail. 
Mit seinen sportlichen Leistungen qualifizierte er sich für die Turniere in Ägypten 1959. 
Nach dem Mauerbau führte Rautenberg zwei Jahre die DDR-Rangliste an und durfte deshalb Ende 1964 mit seiner Mixedpartnerin Hella Riede und dem aufstrebenden Ulrich Trettin zu einem Länderkampf nach Kuba reisen. 
Auf dem dritten Verbandstag des DTV 1966 ließ sich Rautenberg zum Materialbeauftragten des Verbandes wählen, wurde aber kurze Zeit später aus sämtlichen DTV-Gremien ausgeschlossen, weil er ohne Absprache die Produktion von Schuhen und T-Shirts veranlasst hatte. 
Nach seinem abgeschlossenen Studium an der DHfK Leipzig lehrte Rautenberg Sport und Biologie an einer Schule in Berlin. Im Seniorenbereich organisierte er seine Auftritte im sozialistischen Ausland selbst, wozu viele Behördengänge nötig waren. Nach dem Mauerfall spielte er noch so viele internationale Turniere, wie es seine Gesundheit zuließ.